# A Ben 10: Omniverzum epizódjainak listája
Ez a cikk a Ben 10: Omniverzum című számítógépes animációs sorozat epizódjait mutatja be.

## Epizódok
| Évad | Évad                 | Epizodók | Magyar bemutató      | Magyar bemutató    |
| Évad | Évad                 | Epizodók | Kezdés               | Vége               |
| ---- | -------------------- | -------- | -------------------- | ------------------ |
| 1    | Egy új kezdet        | 10       | 2012. szeptember 26. | 2013. március 6.   |
| 2    | Malware bosszúja     | 10       | 2012. november 14.   | 2013. október 2.   |
| 3    | Incursean megszállók | 10       | 2013. október 9.     | 2013. november 13. |
| 4    | A klónok párbaja     | 10       | 2013. november 20.   | 2014. január 22.   |
| 5    | Galaktikus szörnyek  | 10       | 2014. május 12.      | 2014. május 23.    |
| 6    | A gonosz Rooterek    | 10       | 2014. november 3.    | 2015. május 19.    |
| 7    | Őrült rémálom        | 10       | 2014. november 13.   | 2015. május 29.    |
| 8    | Időháború            | 10       | 2015. október 12.    | 2015. október 23.  |

## 1. évad: Egy új kezdet (2012)
| Magyar bemutató      | Szám | Magyar cím                    | Angol cím                                  |
| -------------------- | ---- | ----------------------------- | ------------------------------------------ |
| 2012. szeptember 26. | 1    | A dolgok változnak            | The More Things Change                     |
| 2012. szeptember 26. | 2    | A dolgok változnak            | The More Things Change                     |
| 2012. október 3.     | 3    | Egy epizód a múltból          | A Jolt from the Past                       |
| 2012. október 10.    | 4    | A Hélix bolygó                | Trouble Helix                              |
| 2012. október 17.    | 5    | Áll az alku                   | Have I Got a Deal for You!                 |
| 2012. október 24.    | 6    | Ők voltak                     | It Was Them!                               |
| 2012. október 31.    | 7    | Bye-Bye, és kösz a turmixokat | So Long, and Thanks for All the Smoothies! |
| 2012. november 7.    | 8    | Forró láva                    | Hot Stretch                                |
| 2013. március 6.     | 9    | Ragadozók és zsákmányaik      | Of Predators and Prey                      |
| 2013. március 6.     | 10   | Ragadozók és zsákmányaik      | Of Predators and Prey                      |

## 2. évad: Malware bosszúja (2012–13)
| Magyar bemutató      | Szám | Magyar cím                      | Angol cím                          |
| -------------------- | ---- | ------------------------------- | ---------------------------------- |
| 2012. november 14.   | 11   | A kitörés                       | Outbreak                           |
| 2012. november 21.   | 12   | Sok boldogságot!                | Many Happy Returns                 |
| 2013. március 13.    | 13   | Pecázni mentem                  | Gone Fishin'                       |
| 2013. március 20.    | 14   | Blukich és Driba Mr. Smooth-nál | Blukic & Driba Go to Mr. Smoothy's |
| 2013. március 27.    | 15   | Gonosztevő                      | Malefactor                         |
| 2013. április 3.     | 16   | Billy bosszúja                  | Arrested Development               |
| 2013. április 10.    | 17   | Cimbik az űrben                 | Bros in Space                      |
| 2013. szeptember 25. | 18   | Pocakbaj                        | Tummy Trouble                      |
| 2013. október 2.     | 19   | Különleges szállítmány          | Special Delivery                   |
| 2013. október 2.     | 20   | A huszonhármas üzlet            | Store 23                           |

## 3. évad: Incursean megszállók (2013)
| Magyar bemutató    | Szám | Magyar cím                   | Angol cím            |
| ------------------ | ---- | ---------------------------- | -------------------- |
| 2013. október 9.   | 21   | Az elkötelezettség szabályai | Rules of Engagement  |
| 2013. április 17.  | 22   | Leszámolás, 1. rész          | Showdown, Part 1     |
| 2013. április 24.  | 23   | Leszámolás, 2. rész          | Showdown, Part 2     |
| 2013. október 16.  | 24   | T.G.I.S                      | T.G.I.S              |
| 2013. október 23.  | 25   | Pusztuljon Vilgax!           | Vilgax Must Croak!   |
| 2013. május 1.     | 26   | Újra Ben                     | Ben Again            |
| 2013. november 6.  | 27   | Radar                        | Rad                  |
| 2013. október 30.  | 28   | Amíg Távol voltál            | While You Were Away! |
| 2013. november 13. | 29   | A Békák Háborúja             | The Frogs of War     |
| 2013. november 13. | 30   | A Békák Háborúja             | The Frogs of War     |

## 4. évad: A klónok párbaja (2013)
| Magyar bemutató    | Szám | Magyar cím                | Angol cím                 |
| ------------------ | ---- | ------------------------- | ------------------------- |
| 2013. november 20. | 31   | Élelmiszer a sarkon       | Food Around The Corner    |
| 2013. november 27. | 32   | Oh, Mami merre jársz?     | O Mother, Where Art Thou? |
| 2013. december 4.  | 33   | Ördögi ráadás             | Evil's Encore             |
| 2013. december 11. | 34   | Vissza az örökkévalóságba | Return to Forever         |
| 2013. december 18. | 35   | Max szörnye               | Max's Monster             |
| 2013. december 25. | 36   | Az utolsó balhé           | The Ultimate Heist        |
| 2014. január 1.    | 37   | A sár jobb, mint a víz    | Mud is Thicker than Water |
| 2013. január 8.    | 38   | Otto Motívumok            | OTTO Motives              |
| 2014. január 15.   | 39   | Egy maréknyi agyért(1)    | A Fistful of Brains       |
| 2014. január 22.   | 40   | Még néhány agyért(2)      | For a Few Brains More     |

## 5. évad: Galaktikus szörnyek (2014)
| Magyar bemutató | Szám | Magyar cím                       | Angol cím                        |
| --------------- | ---- | -------------------------------- | -------------------------------- |
| 2014. május 12. | 41   | Zombozo, a félelemevő            | Something Zombozo This Way Comes |
| 2014. május 13. | 42   | Titok, testetlen                 | Mystery, Incorperal              |
| 2014. május 14. | 43   | Ben-en bosszút állni én fogok    | Bengeance Is Mine!               |
| 2014. május 15. | 44   | Egy amerikai Benfarkas Londonban | An American Benwolf in London    |
| 2014. május 16. | 45   | Animo Crack-erek                 | Animo Crackers                   |
| 2014. május 19. | 46   | Hápi kacsa bulizik               | Rad Monster Party                |
| 2014. május 20. | 47   | Tuti varázslat                   | Charmed, I'm Sure!               |
| 2014. május 21. | 48   | A vámpír visszarúg               | The Vampire Strikes Back         |
| 2014. május 22. | 49   | Rivalizálás                      | Catfight                         |
| 2014. május 23. | 50   | Ezt Gyűjtsd!                     | Collect This!                    |

## 6. évad: A gonosz Rooterek (2014)
| Magyar bemutató    | Szám | Magyar cím                         | Angol cím                      |
| ------------------ | ---- | ---------------------------------- | ------------------------------ |
| 2015. május 18.    | 51   | Tízből Semmi                       | And Then There Were None       |
| 2015. május 19.    | 52   | Az Utolsó Ben                      | And Then There Was Ben         |
| 2014. november 3.  | 53   | Bosszúállók                        | The Revengers                  |
| 2014. november 4.  | 54   | Köhögd fel                         | Cough It Up!                   |
| 2014. november 5.  | 55   | Minden gonosz gyökere              | The Rooters of All Evil        |
| 2014. november 6.  | 56   | Blukic és Driba az 51-es körzetben | Blukic and Driba Go to Area 51 |
| 2014. november 7.  | 57   | Tesók Között Nincs Becsület        | No Honor Among Bros            |
| 2014. november 10. | 58   | Az Univerzum Tennyson ellen        | Universe vs. Tennyson          |
| 2014. november 11. | 59   | A 11-es fegyver 1.rész             | Weapon XI, Part 1              |
| 2014. november 12. | 60   | A 11-es fegyver 2.rész             | Weapon XI, Part 2              |

## 7. évad: Őrült rémálom (2014)
| Magyar bemutató    | Szám | Angol cím                                | Magyar cím                             |
| ------------------ | ---- | ---------------------------------------- | -------------------------------------- |
| 2014. november 13. | 61   | „Clyde Five”                             | Clyde 5                                |
| 2014. november 14. | 62   | „Rook Tales”                             | Karvaly története                      |
| 2015. május 20.    | 63   | „Charm School”                           | A Varázssuli                           |
| 2015. május 21.    | 64   | „The Ballad of Mr. Baumann”              | Mr. Baumann története                  |
| 2015. május 22.    | 65   | „Fight at the Museum”                    | Csata a múzeumban                      |
| 2015. május 25.    | 66   | „Breakpoint”                             |                                        |
| 2015. május 26.    | 67   | „The Color of Monkey”                    | A majom színe                          |
| 2015. május 27.    | 68   | „Vreedlemania”                           | Vreedlemánia                           |
| 2015. május 28.    | 69   | „It's a Mad, Mad, Mad Ben World, Part 1” | Dühös, dühös, dühös Ben-világ, 1. rész |
| 2015. május 29.    | 70   | „It's a Mad, Mad, Mad Ben World, Part 2” | Dühös, dühös, dühös Ben-világ, 2. rész |

## 8. évad: Időháború (2014)
| Magyar bemutató   | Szám | Angol cím                    | Magyar cím                  |
| ----------------- | ---- | ---------------------------- | --------------------------- |
| 2015. október 10. | 71   | From Hedorium to Eternity    | Bányából az örökkévalóságba |
| 2015. október 13. | 72   | Stuck on You!                |                             |
| 2015. október 14. | 73   | Let's Do the Time War Again! | Kezdjük újra az időháborút! |
| 2015. október 15. | 74   | Secret of Dos Santos         | Dos Santos titka            |
| 2015. október 16. | 75   | Third Time's a Charm         | Harmadszor a legjobb        |
| 2015. október 19. | 76   | Final Countdown              |                             |
| 2015. október 20. | 77   | Malgax Attacks               | Malgax támadása             |
| 2015. október 21. | 78   | Most Dangerous Game Show     |                             |
| 2015. október 22. | 79   | The End of an Era            | Egy korszak vége            |
| 2015. október 23. | 80   | A New Dawn                   | Új hajnal                   |